# Hellboy (film 2019)
Hellboy – amerykański film akcji, fantasy z 2019 roku w reżyserii Neila Marshalla, który powstał na podstawie cyklu komiksowego wydawnictwa Dark Horse Comics. Reboot filmów Hellboy z 2004 roku i Hellboy: Złota Armia z 2008.
W przeciwieństwie do filmów z pierwszej dekady XXI wieku, wielu fanom i krytykom film nie przypadł do gustu, co przełożyło się na finansową klapę.

## Fabuła
Ukończywszy misję w Meksyku, Hellboy udaje się do Anglii, gdzie musi stawić czoła przywróconej do życia czarownicy, która zagraża ludzkości.
Królowa czarownic Nimue powraca do naszego świata, by znów nieść śmierć i zniszczenie. Główny bohater - syn szatana sprowadzony na Ziemię przez nazistów, ale wychowany przez brytyjskiego naukowca - musi tym razem stawić czoła królowej czarownic Nimue. Wiedźma zamierza eksterminować homo sapiens i oddać świat pod panowanie magicznych istot.

## Obsada
- David Harbour - Hellboy
- Milla Jovovich - Nimue / The Blood Queen
- Sasha Lane - Alice Monaghan
- Daniel Dae Kim - Ben Daimio
- Sophie Okonedo - Lady Hatton
- Alistair Petrie - Lord Adam Glaren
- Brian Gleeson - Merlin
- Penelope Mitchell - Ganeida
- Mark Stanley - Król Artur
- Thomas Haden Church - Lobster Johnson

## Odbiór

### Box office
Budżet filmu jest szacowany na 50 milionów dolarów. W Stanach Zjednoczonych i w Kanadzie film zarobił 21,9 mln USD. W innych krajach przychody wyniosły 33,2 mln, a łączny przychód 55,1 mln dolarów.

### Krytyka w mediach
Film spotkał się z negatywną reakcją krytyków. W serwisie Rotten Tomatoes 18% ze 217 recenzji jest pozytywne, a średnia ocen wyniosła 3,90/10. Na portalu Metacritic średnia ocen z 44 recenzji wyniosła 31 punktów na 100. Polski serwis Mediakrytyk ocenił film na 3.6/10. Użytkownicy Filmweb wystawili ocenę 5.3/10, natomiast krytycy 4,3/10.